# ATM Turbo
ATM Turbo — серия 8-разрядных бытовых компьютеров. Первая модель серии создавалась как один из многочисленных советских клонов ZX Spectrum, имеющий ряд своих особенностей. Из-за этих особенностей, которые получили развитие в последующих моделях серии, ATM Turbo не является обычным клоном ZX Spectrum, а представляет собой достаточно уникальный Spectrum-совместимый компьютер.

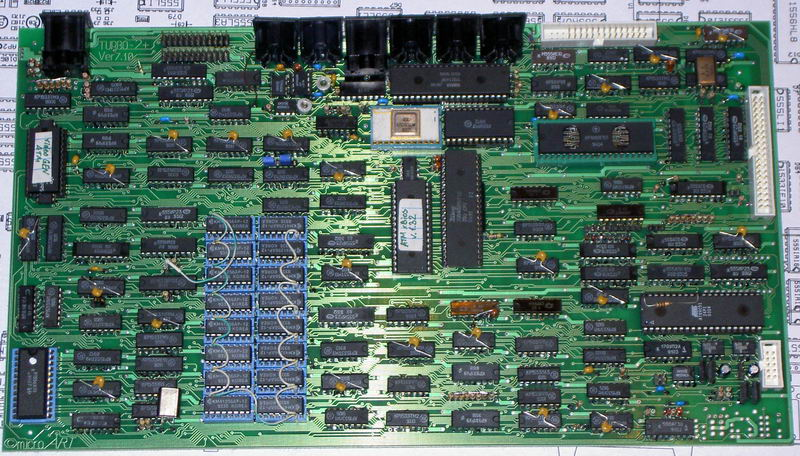
Плата компьютера ATM Turbo 2+ версии 7.10 производства группы NedoPC

## История
В конце 1980-х годов творческий коллектив МикроАРТ и фирма ATM начали работу над производством клонов ZX Spectrum на советской элементной базе. Этим коллективам принадлежит авторство платы Пентагон 2+ (официально АТМ 128).
Разработка ATM Turbo (официально АТМ-TURBO) явилась следствием достаточно простого устройства Пентагона, из-за чего его тиражированием занялось большое количество небольших фирм, без каких-либо отчислений авторам. Устройство ATM Turbo было сложнее как в целом, так и с точки зрения нелегального копирования, так как в схеме видеоконтроллера использовалась ПЛМ 1556ХЛ8 (прошивка которой являлась коммерческой тайной).
В начале 1991 была разработана, а осенью выпущена первая модель ATM Turbo, неофициально называемая ATM Turbo-1.
Разработчиками являлись фирмы ATM и ИНТЕР-ЛИНК, схемотехника и разводка платы — MICROART INC, программное обеспечение — XVR Production.
Из-за высокой цены и несовместимости с некоторыми старыми играми (впоследствии устранённой) она не получила большого распространения, хотя обладала более высокими характеристиками, чем другие Spectrum-совместимые компьютеры.
Различия версий ATM Turbo:
- 4.10 — на печатной плате есть ошибки.
- 4.20 — ошибка в подключении АЦП.
- 4.40 — ошибок нет, но для нормальной работы CP/M (BIOS 1.00 и выше) необходима небольшая переделка.
- 4.50 — без ошибок, с возможностью использования 1556ХЛ8 в пластмассовом корпусе DIP24 (широкий, 24 вывода).
- 5.20 — то же, что в 4.50, но на одной плате с расширенной клавиатурой (корпус ПК «Микроша») и всеми разъёмами на плате.

ATM Turbo подвергалась критике за «использование технологии с шагом линий 0,625», что вызывало «звон» и помехи, а защита на элементе 1556ХЛ8 шла «вразрез с интересами пользователя».
В 1993 появилась новая модель, ATM Turbo 2, разработанная фирмами АТМ и ИНТЕР-ЛИНК.
В том же году между творческим коллективом МикроАРТ и фирмой ATM возникли разногласия, и их сотрудничество было прекращено. Права на дальнейшую разработку компьютера остались у МикроАРТ. Фирма АТМ некоторое время выпускала свою версию ATM Turbo 2, отличавшуюся прошивками ПЛМ и ПЗУ (содержащего вместо ОС CP/M адаптированную версию MSX-DOS), но вскоре прекратила производство, и дальнейшими разработками не занималась. Творческий коллектив МикроАРТ преобразовался в фирму и продолжил выпуск неизменённого варианта ATM Turbo 2, также занимаясь исправлением существующих ошибок в последующих ревизиях плат.
Различия версий ATM Turbo2:
- 6.10 — на плате очень много ошибок. Для их исправления необходимо напаять около 30 проводов. Для работы с IBM клавиатурой нужно напаять «вторым этажом» триггер 555ТМ2. Версия в производство не попала.
- 6.15 — вариант версии 6.10, выпускавшийся фирмой АТМ. На плате стёрта надпись (c) MicroART.
- 6.25 — устранены три ошибки по сравнению с 6.10. Появилась возможность ставить на плату не только дорогую микросхему звукогенератора AY-3-8912, но и её более дешёвую версию AY-3-8910. Версия производилась фирмой МикроАРТ.
- 6.30 — по сравнению с 6.25, осталось только две ошибки (для исправления достаточно напаять три провода) и нет необходимости напаивать 555ТМ2 «вторым этажом». Версия производилась фирмой МикроАРТ.
- 6.40 — на плате исправлены ошибки. Реализовано одновременное использование IBM клавиатуры и Sinclair-джойстика. С платы убрана расширенная механическая клавиатура. Версия производилась фирмой МикроАРТ.
- 7.00 (TURBO 2+) — на плате две ошибки. Подключение IBM клавиатуры и RS-232 реализовано на 1816ВЕ31, что улучшило совместимость при работе с IBM клавиатурой. Возможно подключение до 1 МБ ОЗУ. Схема сопряжения с телефонной линией, содержащая очень много элементов (резисторов, конденсаторов и др.) заменена на коммутатор каналов для АЦП (561КП2). Сделана более надёжная схема работы с памятью и дисководом. Версия производилась фирмой МикроАРТ.
- 7.10 — производилась фирмой МикроАРТ (последняя версия, разработанная именно ей), а с 2004 года — группой NedoPC (в двух вариантах, внешне отличающихся наличием зелёной маски).
- 8.0 — АТМ Турбо 3+ (не путать с ZX Evo, имеющую аналогичное неофициальное кодовое название!) Разработана и выпускается под началом спектрумиста Zorel (Александром Коровниковым) из Днепропетровска. Устранены давние функциональные недостатки (не ошибки) текущей версии АТМ-2+. Прежде всего — это отсутствие слотов для внешних расширений, и отсутствие кемпстон-джойстика, ставшей привычной кемпстон-мышки. Но плата АТМ-2+ была почти полностью забита корпусами микросхем. Поэтому родилась идея заменить на плате 16 микросхем устаревших ОЗУ 565РУ7 на две современные микросхемы ОЗУ с SIMM-модуля.
- 8.1 — новая ревизия платы АТМ турбо 8.10 с исправлением всех предыдущих ошибок которые были допущены и выявлены на плате 8.0

В 1997—1998 МикроАРТ свернула производство компьютера. До 1998—1999 фирма продолжала разработку и распространение ПО для ATM Turbo, после чего прекратила заниматься темой ATM Turbo вообще. Ранее закрытая документация и прошивка ПЛМ были опубликованы в свободном доступе.
В 2004 последние производители Spectrum-совместимых компьютеров прекратили свою деятельность. Однако среди существующего коммьюнити поклонников этой платформы оставался интерес к приобретению нового железа, так как ранее произведённые машины со временем теряли работоспособность. Группа разработчиков-энтузиастов NedoPC приняла решение произвести некоторое количество машин. Для производства был выбран ATM Turbo 2+, как самый продвинутый из клонов ZX Spectrum, имеющий наиболее полную техническую документацию (минимальные затраты на подготовку производства). С 2004 по 2006 было выпущено около 50 экземпляров (как набитых плат, так и комплектов для самостоятельной сборки). За это время было сделано две ревизии плат (не получивших отражения в нумерации), в схему было внесено около 15 доработок и исправлений.
Кроме того, группа NedoPC продолжила разработку ПО для ATM, создав, в частности, ОС TASiS (адаптированную под дополнительные возможности компьютера версию iS-DOS). Независимые разработчики продолжили выпуск игр, утилит и демо под АТМ.
В настоящее время производством компьютеров ATM Turbo 7.10 занимается Zorel из Днепропетровска, а группа NedoPC в 2009 году выпустила уже на современной элементной базе следующую модель, содержащую ряд значительных улучшений, под названием ZX Evolution (Pentevo). Обе платы производятся до сих пор (по состоянию на апрель 2013).

## Технические характеристики

### ATM Turbo 1
- Процессор: Zilog Z80 на частоте 3.5 и 7 МГц (турбо-режим)
- ОЗУ: от 128 до 512 КБ
- ПЗУ: от 64 до 128 КБ
- Диспетчер памяти: стандартный для ZX Spectrum 128 (память свыше 64КБ адресуется через окно в старших 16КБ адресного пространства), с возможностью включения нулевой страницы ОЗУ в нижние 16КБ адресного пространства
- Графические видеорежимы:
  - Стандартный режим ZX Spectrum (256x192, по 2 цвета на блок 8x8 пикселей из 16 цветов)
  - EGA-подобный режим 320x200, 16 цветов на точку
  - Режим высокого разрешения 640x200, 2 цвета из 16 на линию 1x8 пикселей
- Палитра цветов: 64 цвета, одновременно можно использовать 16
- Встроенное ПО:
  - BASIC48/128
  - TR-DOS
  - CP/M 2.2
- Поддерживаемые внешние накопители:
  - Бытовой магнитофон
  - Дисковод
- Звуковые устройства:
  - Стандартный однобитный динамик
  - AY-3-8910
  - Covox
- Дополнительные устройства:
  - Кодер SECAM для подключения к цветному телевизору
  - Одноканальный АЦП
  - Модем
  - Интерфейс Centronics для подключения принтера
  - Стереофонический усилитель звука 2x1 Вт
- Клавиатура: механическая матрица, стандартная для ZX Spectrum (40 клавиш, или расширенная, 64 клавиши)

### ATM Turbo 2
Перечислены только появившиеся по сравнению с ATM Turbo 1 возможности:
- Диспетчер памяти: возможность включения любой страницы ОЗУ или ПЗУ в любую из четвертей адресного пространства процессора
- Текстовый режим: текстовый видеорежим 80x25, символы хранятся в ПЗУ знакогенератора. Возможно задание любого из 16 цветов для символа и фона
- Аппаратный вертикальный скроллинг в режимах EGA и 640x200
- Поддерживаемые внешние накопители:
  - Контроллер IDE-устройств (жёсткие диски любой ёмкости, CD-ROM)
  - В контроллере дисковода появилась цифровая ФАПЧ
- Дополнительные устройства:
  - Восьмиканальный АЦП
- Клавиатура:
  - Поддержка XT-клавиатуры, на микросхеме ОЗУ 537РУ10

Убраны следующие устройства:
- Кодер SECAM

### ATM Turbo 2+
Перечислены только появившиеся по сравнению с ATM Turbo 2 возможности:
- ОЗУ: от 128 до 1024 КБ
- Дополнительные устройства:
  - Интерфейс RS-232
  - Коммутатор каналов для АЦП
- Клавиатура:
  - Поддержка XT и AT клавиатур, на микроконтроллере 1816ВЕ31 (i8031)

Убраны следующие устройства:
- Модем

Специально для ATM Turbo 2+ разработана прошивка ПЗУ xBIOS с поддержкой виртуальных дискет. Также для ATM Turbo 2(+) существует версия ПЗУ Mr Gluk Reset Service.

### ZX Evolution
Не является развитием архитектуры ATM Turbo, но поддерживает некоторые аппаратные решения ATM Turbo 2+.
Перечислены характеристики отличающиеся от ATM Turbo 2+:
- Турбо-режим до 14 МГц, переключается через меню и программно
- 4 МБ ОЗУ: поддержан и стандарт ATM Turbo 2(+), и расширенная память Pentagon 1024
- 2 слота расширения по стандарту ZXBUS для подключения General Sound и т. п.
- Гибкая архитектура, основанная на FPGA (EP1K50) — существуют прошивки от сторонних разработчиков
- SD card с прозрачной поддержкой в BIOS (EVO RESET SERVICE)
- Добавлен видеовыход VGA
- Энергонезависимые часы по стандарту Mr Gluk, IDE-интерфейс по стандарту Nemo, мышь по стандарту Kempston Mouse (ранее используемые несовместимые варианты этих интерфейсов убраны)
- Развёртка от компьютера Pentagon с полным сохранением всех бордерных и мультиколорных эффектов

### ATM Турбо 3+
Основные отличия от версии 2+:
- Палитра 16 цветов из 4096
- Добавлено 2 разъёма ZX-BUS (обрезанная версия, были протестированы все имеющиеся платки General Sound, NEO GS, NEMO IDE, ZXM-SoundCard, все работали).
- Добавлено 2 ОЗУ с SIMM модуля сделано расширение до 4 мб ОЗУ

- Доработан FDD для поддержки дискет 1.4 мб. (так же внесены доработки «Повышение помехоустойчивости ATM-turbo 2(+) при работе с FDD»)
- Полностью переделан усилитель звука (за основу был взят усилитель с ZX Evo)
- Добавлено 2 аудиовхода.
- Переделаны все разъёмы.
- Добавлена поддержка большого ПЗУ 1 Мб. (27с080, 27C801), переключается в зависимости от ПЗУ джамперами, теперь можно будет записывать в ПЗУ любой образ дискеты, что бы пользоваться ей как ROM диском.
- Выведено возле процессора штыри с шиной data, для подключения дополнительных устройств.
- Убрано ПЗУ и буфер с контроллера клавиатуры, на плату будет устанавливаться контроллер 89S51 (который прошивается 5 проводками), возможно будет добавлена поддержка мыши и часиков.
- Убрана панелька под маленький муз. сопроцессор.
- Выведены штыри для подключения контроллера внешней мыши (на тот случай если не получится сделать поддержку мыши на контроллере 89с51)
- Добавлено на плату 2 разъёма питания ATX и AT
- Соответственно формфактор, получился полноценный ATX, размером 305 × 244 мм
- Переделан COM порт под GD75232.
- Выведена на видеовыход раздельная синхранизация. (так же добавлен инвертор для подключения к EGA монитору, инверсия переключается перемычками)
- Добавлен Кемпстон Джойстик.
- Разъём для PAL кодера.
- Убран преобразователь напряжения.
- Добавлен аудиовыход на джампер.
- Добавлены аппаратные чаcы.
- Добавлен контроллер мыши (1 с контроллера клавиатуры, 2. кемпстон мышь)
- На будущее, под ХЛ8 расположилась микросхема под АТФ, если вдруг кто нибудь возьмётся переделать ХЛ8 под АТФ.
- Добавлены пустые отверстия где только можно на плате.

## Публикации
- «Персональный компьютер ATM-Turbo-2» — журнал «Радиолюбитель», № 1,3,4,5,6/1993
- «Персональный компьютер (ATM) Turbo 2+ — Описание операционной системы CP/M» — Москва, MicroArt, 1993
- «Персональный компьютер (ATM) Turbo 2+ — BDOS & BIOS. Описание функций дисковой операционной системы и системы ввода-вывода» — Москва, MicroArt, 1993
- «Персональный компьютер Turbo 2+ — инструкция по сборке и настройке» — Москва, MicroArt, 1993
- «Многофункциональный ATM-TURBO-2. Инструкция по наладке. Описание компьютера ATM-TURBO-2» — Москва, АТМ-ПРЕСС